# Corentin Louis Kervran
Corentin Louis Kervran (* 3. März 1901 in Quimper, Bretagne; † 2. Februar 1983 in Quimperlé, Bretagne) war ein französischer Naturwissenschaftler und Regierungsbeamter. Er hatte seine Ausbildung zum Ingenieur der Physik im Jahr 1925 abgeschlossen. Im Jahr 1936 fand er experimentell heraus, dass die Leitfähigkeit des menschlichen Körpers nicht dem ohmschen Gesetz folgt.

## Leben
Corentin Louis Kervran wurde durch seine Theorie bekannt, dass Lebewesen wie Pflanzen und Tiere zur physikalischen Umwandlung von Elementen fähig sind (vergleiche Alchemie, Transmutation). Damit versuchte er unter anderem zu erklären, weshalb „Hühner laufend neue Eier mit normalen Kalkschalen legen können, auch wenn ihr Futter keinen Kalk enthält“.
Als hoher Regierungsbeamter war er in verschiedenen französischen Ministerien tätig und unter anderem für das Gebiet des Arbeitsschutzes und die Frage der Sicherheit der Bevölkerung bei radioaktiven Belastungen zuständig. Von 1959 an trat Kervran mit seinen Erkenntnissen an die Öffentlichkeit und schrieb insgesamt neun Bücher, von denen keines auf Deutsch erschien. Eine einführende Zusammenfassung seiner Ideen und Versuche (aus dreien dieser Bücher) erschien auf Englisch im Jahre 1972 unter dem Titel Biological Transmutations (neu aufgelegt 1989 und 1998). In den 1960er-Jahren kam es in Frankreich zu einer öffentlichen Debatte über seine Thesen, nicht jedoch in Deutschland. Sein Konzept der Verwandlung von chemischen Elementen bei schwacher Energie („frittage“) setzt er bewusst ab von der Kernfusion.
Die Theorien zur Elementumwandlung spielen in esoterischen Kreisen eine gewisse Rolle. 1993 wurde Kervran posthum mit dem Ig-Nobelpreis ausgezeichnet, der jährlich für skurrile und „nicht reproduzierbare“ (improbable) Beiträge zur Wissenschaft verliehen wird.

## Werke
- Transmutations Biologiques, Métabolismes Aberrants de l'Azote, le Potassium et le Magnésium. Librairie Maloine S.A., Paris 1962.
- Transmutations Naturelles, Non Radioactives. Librairie Maloine S.A., Paris 1963.
- Transmutations à Faible Énergie. Librairie Maloine S.A., Paris 1964.
- A la Découverte des Transmutations Biologiques. Librairie Maloine S.A., Paris 1966.
- Preuves Relatives à l'Existence des Transmutations Biologiques: échecs, en biologie, a la loi de Lavoisier d'invariance de la matière. Librairie Maloine S.A., Paris 1968.
- Transmutations biologiques en agronomie. Librairie Maloine S.A., Paris 1970.
- Preuves en Géologie et Physique de Transmutations à faible Énergie. Librairie Maloine S.A., Paris 1973.
- Preuves en Biologie de Transmutations à faible Énergie. Librairie Maloine S.A., Paris 1975.
- Transmutations Biologique et Physique Moderne. Maloine S.A., Paris 1982.

Englisch:
- Biological Transmutation. Natural Alchemy. Louis Kervran und George Ohsawa, George Ohsawa Macrobiotic Foundation, Oroville, California, USA 1971 (neu aufgelegt 1975, 1976) 48 Seiten
- Biological transmutations, and their applications in chemistry, physics, biology, ecology, medicine, nutrition, agriculture, geology. Übersetzt und adaptiert von Michel Abehsera. Binghamton, N.Y., Swan House Pub. Co. 1972 (Neuausgabe mit zusätzlichem Vorwort bei Happiness Press, Magalia, CA, USA 1989, 1998 ISBN 0-916508-47-1)
- Biological transmutations revised and edited by Herbert & Elizabeth Rosenauer, London, Crosby Lockwood 1972

Übersetzung ins Deutsche:
- Biologische Transmutationen. Eine Zusammenfassung mehrerer Bücher. Deutsche Erstveröffentlichung aus dem Nachlass mit einer Einleitung von Helmut Gebelein.  Archivverlag Agraffe, Basel 2016 ISBN 978-3-906319-41-4

Übersetzung ins Spanische:
- Las Transmutaciones Biologicas Y LA Fisica Moderna  Sirio Editorial (2001) ISBN 84-7808-052-X

Übersetzungen ins Italienische:
- Alla scoperta delle trasmutazioni biologiche: riassunto delle spiegazioni a fenomeni biologici aberranti. Trad. a cura dell'Istituto biologico di integrazione naturali. 105 S.  Bologna 1969
- Prove en geologia e fisica delle trasmutazioni e debole energia. 203 p.  Palermo 1983, 2. ed. riv. e corretta   199 S. Leporano 2007 ISBN 978-88-95223-01-8
- Prove in biologica delle trasmutazioni a debole energia.  354 S. Palermo 1986
- Trasmutazioni biologiche e fisica moderna.  244 S. Bologna 1992